# Анискин, Евгений Дмитриевич
Евге́ний Дми́триевич Ани́скин (16 января 1925 года, дер. Алешня Дубровского р-на Брянской обл. –  21 ноября 2002 года, Москва) – советский художник, журналист, общественный деятель. Автор 180 графических миниатюр, напечатанных на почтовых марках СССР. Многие его работы – предмет коллекционирования.

## Биография
Евгений Анискин Родился 16 января 1925 года в деревне Алешня Дубровского района Брянской области.  Мать - Раиса Федоровна была из дворян и дома привилась традиция разговаривать с детьми на немецком языке. Эти знания, полученные в семье, очень пригодились Евгению в жизни.
В 1940 году он окончил 7 классов и начал работать в клубе Брянского Военно-политического училища.
Занятия в изостудии городского Дома пионеров стали первым шагом юного еще Евгения Анискина на пути к профессии художника.
В 1944 году он поступил, а в 1949 – с отличием закончил скульптурное отделение Московского Художественно-промышленного училища им. Калинина (МХПУ)
В 1949 – 1952 годах работал в Перми, в Молотовском Облхудожпромсоюзе.
С 1952 по 1955 год получил второе образование в МХПУ (Высшее педагогическое отделение).
Работал с Московскими издательствами (Издательство Министерства сельского хозяйства СССР, «Агропромиздат», «Металлургиздат», «Плакат» и др.) как оформитель и иллюстратор книг. Рисовал плакаты, проспекты к выставкам.
В 1961 году, выпустив свою первую почтовую марку, Е. Анискин сконцентрировался на почтовой художественной миниатюре. За все время работы в этой области искусства он стал автором более 180 почтовых марок, открыток и конвертов.
С 1968 года – ответственный редактор Дирекции по изданию и экспедированию знаков почтовой оплаты Министерства Связи СССР.
Участник групповых и персональных выставок в СССР и за его пределами.
Сотрудник Агентства печати «Новости».
Автор путевых зарисовок, книг и очерков, в том числе, и о художниках. Печатался в ряде советских журналов и газет, имел публикации за рубежом.
В январе 1966 года написал заявление о принятии его в Союз художников РСФСР в секцию графики. А летом 1980 г. – подал заявление повторно, но уже в секцию плаката. Однако, несмотря на хорошие рекомендации, обе эти просьбы так и остались без внимания.
В ноябре 1967 года аналогичное заявление от Е. Д. Анискина поступило и в Союз журналистов СССР в секцию художников печати, где позже Евгений Дмитриевич активно и успешно работал.
Он сотрудничал с АПН в качестве иллюстратора журналов для Франции, Бирмы, Индонезии, стран Африки.
Общественная деятельность - в Центральном правлении Советского Общества дружбы с ГДР (с 1964 г.) и Комиссии по пропаганде в Советском комитете Защиты мира.

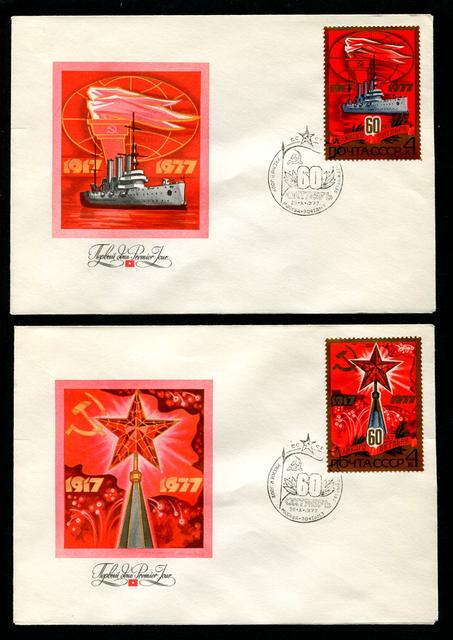

Несколько раз художник выезжал за границу. В 1960 и 1961 гг. участвовал в автопробеге «За мир и дружбу между народами» и ралли «Журналист за рулем», проехав по маршрутам Польша – ГДР – Чехословакия и Финляндия – Швеция – ГДР – Польша.
Увлеченный автолюбитель с большим опытом, уважающий и пропагандирующий правила дорожного движения, в том числе, и посредством своих плакатов, иллюстраций в тематических изданиях, Е. Д. Анискин и сам написал книгу «Наш друг автомобиль».
С 1982 года он – преподаватель детской художественной школы (№3 Дзержинского р-на Москвы).
Основал бесплатную детскую изостудию в Москве, многие ее выпускники избрали в дальнейшем профессию художника.
Скончался 16 ноября 2002 года в Москве.
Сыновья: Анискин Вадим Евгеньевич, Анискин Кирилл Евгеньевич.

## Творчество
Свою карьеру художника-графика Е. Д. Анискин начал с 1949 г., иллюстрируя книги и создавая плакаты для Московских издательств. С 1953 г. это сотрудничество стало постоянным.

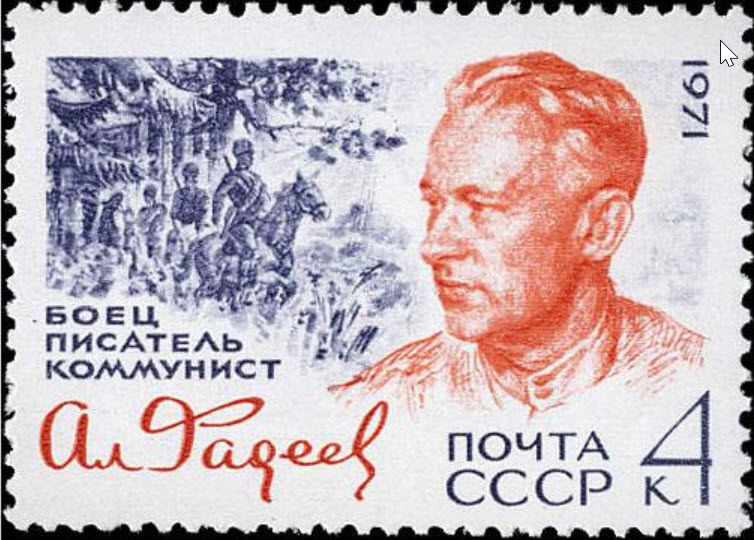

Отличительной чертой любых работ Е. Анискина был вдохновенный поиск приемов, идей, и способов их воплощения. Он обладал умением нестандартно мыслить и видеть вещи с необычного ракурса Коллеги не раз отмечали его склонность и к «поэтическому восприятию индустриальных пейзажей».
Основное направление творчества Евгения Анискина – производственная графика, но он проявил свой талант и в станковой живописи, акварели, темпере. Художник писал портреты и пейзажи. Всегда стремился избегать шаблонов и соблазна «повторить самого себя».
В каждой своей работе Анискин добивался емкого содержания при максимальной лаконичности, графической выразительности и эстетичности.
В 1961 г. вышла первая почтовая марка художника «Долой колониализм!». С этого момента он увлекся почтовой художественной миниатюрой как отдельным направлением искусства.

В том же году началось его тесное сотрудничество с Марочной дирекцией Министерства связи СССР.

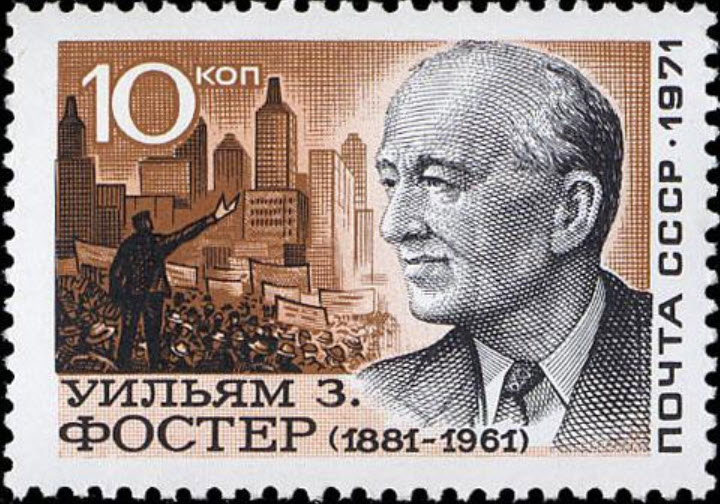

Почтовая марка – вид графического искусства, имеющий самого массового зрителя. В СССР работы Анискина так или иначе видел каждый: почтовая атрибутика издавалась и расходилась миллионными тиражами.
Евгений Дмитриевич уделял внимание широкому кругу тем. Ему было интересно буквально все – борьба за мир, спорт, освоение космоса, история страны и ее герои, деятели науки и культуры, строительство и производство. Но в центре каждой темы всегда стоял человек, его созидательная деятельность на благо всеобщего прогресса.
Вот некоторые работы Е. Д. Анискина, выполненные в разных сферах его творческой деятельности:
Иллюстрации и оформление романа И. Тургенева «Дым», 1956 г.
Сказы П. Бажова, 1957 г.
Оформление альбома «Обработка почвы по Т. Мальцеву», 1956 г.
Обложки и иллюстрации, журнал «Знание – сила», 1957 г.
Листовки для Нью-Йоркской выставки.
Плакаты спасательной службы ДОСААФ, 1959 г.
Оформление и иллюстрации «Календарь металлурга», 1958 г.
Работы для издательства «Плакат»:
- «Помни, такое правило есть, не заглушив двигатель под трактор не лезь!» (1956);
- «Все то, чем наш народ богат, спокойно, стойко и отважно бойцы милиции хранят!» (1980);
- «Что такое счастье – это каждый понимал по-своему…А. Гайдар» (1982);
- «Валерий Чкалов» (1983).
Плакаты по технике безопасности:
- «Не спи в борозде» (1956);

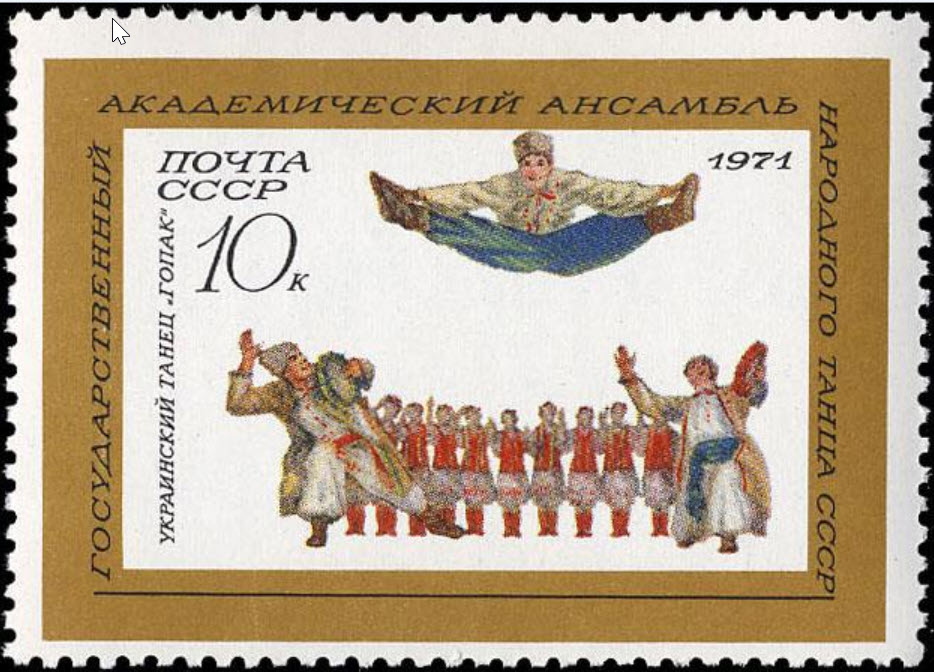

- «На уборке к хлебу относись с заботой: без искрогасителя не работай» (1956);
- «Тракторист, помни: неразлучны лихачество и несчастные случаи» (1956);
- «Работники сельского хозяйства! Собирайте лом черных и цветных металлов!» (1959).
Оформление книги Ю. Колпинского «По Греции и Италии» (1960).
Оформление и иллюстрации книги Е. Кузнецова, И. Плеханова «Очерки по безопасности движения» (1960).
Создание серий марок, посвященных:

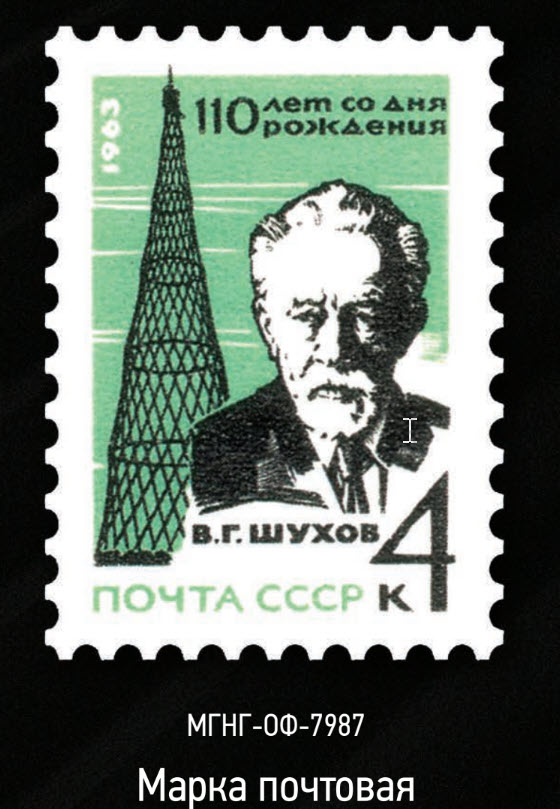

- 800-летию со дня рождения Шота Руставели (эта серия победила в конкурсе «Лучшая марка года», 1966 г.);
- ансамблю народного танца под руководством Игоря Моисеева;
- Олимпийским играм в Гренобле (1964), Мехико (1968), Саппоро (1972), Инсбруке (1976).
Оформление сборника «Самолеты страны Советов» (1975).
Серия марок «История советского авиастроения» (работа начата в 1976 г.).
Настольная медаль «Лауреат премии Насера», которую изготавливал Ленинградский монетный двор
Марка, посвященная 40-летию освобождения Дальнего Востока от иностранных интервентов и белогвардейцев.
Участник конкурса «Плакат Олимпиады-80»
Путевые зарисовки и статьи Е. Анискина неоднократно публиковались в журналах «Смена», «Советская женщина», «Пограничник», «Старшина – сержант» и др. Его печатали газеты «Ленинское знамя», «Вечерняя Москва», зарубежные издания «Дагенс Нюхетер» (Дания), «Фрайе Вельт» (ГДР).

## Выставки
Е. Д. Анискин - участник групповых и персональных выставок в СССР и за рубежом.
выставки прикладной графики в академии художеств СССР, Всесоюзная выставка прикладного и декоративного искусства в Манеже (1963 г.), выставка «По ГДР» в ЦДРИ (1963 г.), выставка союза Художников СССР и Министерства Культуры СССР «ГДР глазами советских художников» в доме Дружбы (1964 г.).
Работы экспонировались в ГДР, часть из них была подарена председателю Совета министров ГДР Отто Гротеволю  ко дню его 70-летия. За почтовую марку «15-летие ГДР» получил благодарственное письмо от супругов Вальтера  и Лотты Ульбрихт.

## Собрания
Почтовые карточки и тиражные плакаты Е. Д. Анискина есть в Российской государственной библиотеке, частных российских коллекциях советских плакатов.

## Награды
Лауреат Первого всероссийского конкурса, проводимого журналом «Филателия СССР», «Лучшие марки года» и ряда последующих ежегодных конкурсов.
Награжден почетными серебряным и золотым знаками Общества германо-советской дружбы.

## Сведения о близких родственниках
Выписка из архива.